# Kościół św. Macieja i Przenajdroższej Krwi Pana Jezusa w Bisztynku
Kościół świętego Macieja i Przenajdroższej Krwi Pana Jezusa – rzymskokatolicki kościół parafialny zlokalizowany w Bisztynku, należący do dekanatu Reszel archidiecezji warmińskiej.
Pierwotnie była świątynia gotycka, uzupełniona o wieżę, wzniesioną w 1579. W pierwszej połowie XVI wieku wzrósł ruch pątniczy, co sprawiło, że kościół został rozbudowany. Po dobudowaniu w latach 1738–1748 nawy północnej budowla została ponownie konsekrowana przez biskupa Adama Stanisława Grabowskiego w dniu 4 sierpnia 1748 roku. Po zniszczeniu świątyni przez pożar w 1770 roku i późniejszej odbudowie kościół został konsekrowany w dniu 5 sierpnia 1781 roku przez biskupa Karola von Hohenzollerna, z towarzyszeniem biskupa Ignacego Krasickiego jako trójnawowy, barokowy kościół halowy.

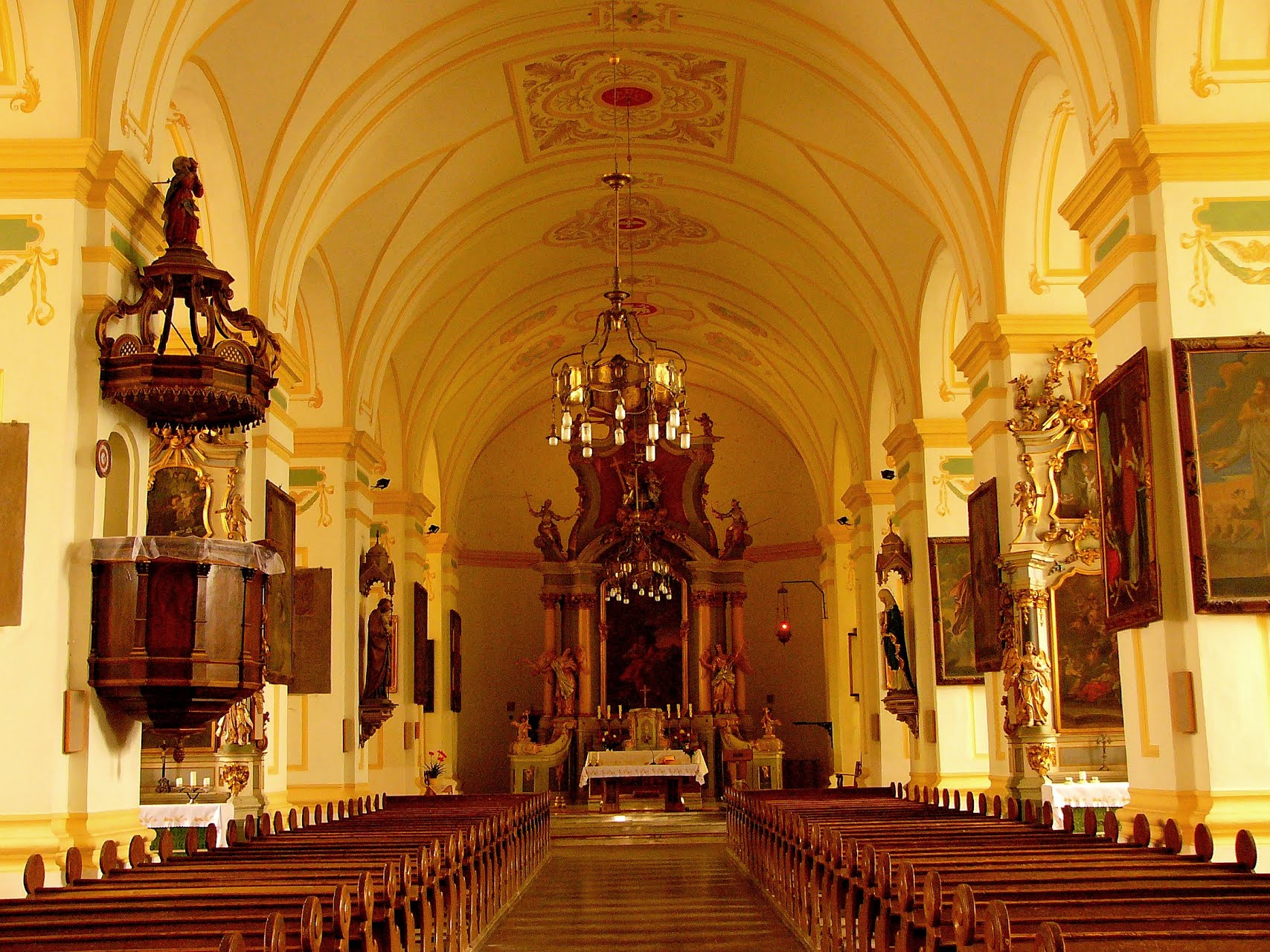
Wnętrze świątyni

Obecnie świątynia reprezentuje styl późnobarokowy, posiada trzy nawy (kościół halowy) i osiem przęseł. Ołtarz główny z 1772 reprezentuje styl rokokowy; wykonał go Chrystian Bernard Schmidt z Reszla. Ten sam artysta wykonał ołtarze boczne w nawie południowej i północnej, a także ołtarze boczne, przy czwartej parze filarów. W świątyni można zobaczyć także gotycką rzeźbę Madonny z Dzieciątkiem z II połowy XIV wieku. Na ścianie północnej budowli jest umieszczona kamienna tablica z herbem biskupa Krzysztofa Jana Szembeka z datą 1739. Do obrazów znajdujących się we wnętrzu kościoła należą m.in.: portret biskupa Ignacego Krasickiego, a także dziewięć obrazów Apostołów z 1776, które namalował miejscowy malarz Johann Langhanki.